# P-toluenossulfonato de colidina
O p-toluenossulfonato de colidina ou CTPS (do inglês collidine p-toluenesulfonate) é um sal entre o ácido p-toluenessulfônico e a colidina (2,4,6-trimetilpiridina), de fórmula C15H19NO3S, de massa molecular 293,38, classificado com o número CAS 59229-09-3.